# Ha*Ash
Ha*Ash ist ein US-amerikanisches Latin-Pop-Duo aus Lake Charles in Louisiana. Seit ihrer Gründung im Jahr 2002 veröffentlichte Ha*Ash sechs Alben.

## Geschichte
Die Band wurde im Jahr 2002 gegründet und besteht heute aus Ashley Grace (* 27. Januar 1987) und Hanna Nicole (* 25. Juni 1985). Odio Amarte hieß ihre Debütsingle 2004, gefolgt vom ersten Album Ha*Ash. 2005 und 2008 veröffentlichte das Duo die Alben Mundos Opuestos und Habitación Doble.
Ihr viertes Studio-Album A Tiempo wurde 2011 veröffentlicht und war auch in Peru erfolgreich. Mit ihrem fünften Album Primera Fila: Hecho Realidad, das am 19. November 2014 weltweit veröffentlicht wurde, gelang dem Duo der internationale Durchbruch. Pro Jahr absolvieren die Ha*Ash über hundert Auftritte. Vor allem in Chile, Mexiko und Argentinien wächst die Zahl ihrer Fans. Im Sommer 2015 ging die Band auf Tournee in Europa.
Am 2. Juni 2017 veröffentlichte Melendi das Lied Destino o Casualidad Up mit Ha*Ash. Oktober 2017 wurde der Song 100 años mit Prince Royce als Leadsingle des vierten Albums 30 de febrero. Am 1. Dezember 2017 veröffentlichte sie ihr sechstes Album 30 de febrero, welches 12 Lieder enthält. Am 2018 startete die Gira 100 años contigo, um das Album zu promoten. 2018 war die Band in Lateinamerika und – auf Einladung der Jury Viña del mar Festivals – in Chile.
Am 8. März 2018 brachten sie ihre zweite Singleauskopplung No pasa nada zusammen mit einem Video auf den Markt. Am 8. August 2018 gab Ha*Ash bekannt, dass Eso no va a suceder die dritte Single. Am 4. Januar 2019 brachten sie ihre 4. Singleauskopplung ¿Que me faltó? zusammen mit einem Video auf den Markt.
Am 25. Februar 2021 veröffentlichte MYA das Lied Fuiste mía Up mit Ha*Ash. Am 13. Juli, Ha*Ash erschien die spanisch-englische Version von The Unforgiven des von Metallicas Tributealbum The Metallica Blacklist.
Am 17. März 2022 startete Ha*Ash ihr Comeback mit der Leadsingle Lo que un hombre debería saber als Premiere auf Youtube. Die zweite Single Supongo que lo sabes wurde am 19. Mai als Premiere auf YouTube veröffentlicht. Am 19. August 2022 kündigten Ha*Ash ihre Single Mi salida contigo mit Kenia Os, ihr Album Haashtag für September, und ihre Welttour für Gira Mi salida contigo.

## Mitglieder
- Hanna Nicole Pérez Mosa (* 25. Juni 1985): Gesang, Gitarre, Klavier, Schlagzeug, Mundharmonika.[22]
- Ashley Grace Pérez Mosa (* 27. Januar 1987): Gesang, Gitarre, Melodica, Klavier.[23]

## Stil
Die Band spielt Country-Pop. Die Texte sind überwiegend in Spanisch, aber auch in Englisch verfasst.

## Filmografie

### Filme
- 2009: Igor (Hanna: Mela | Ashley: Heidi)[26]
- 2016: Sing: Ven y canta! (Hanna: Rosita | Ashley: Ash)[27]
- 2021: Sing 2: ¡Ven y canta de nuevo! (Hanna: Rosita | Ashley: Ash)[28]

### Reality-Shows
- 2012: La voz... México (als Coach)[29]
- 2015: Me pongo de pie (als Coach)[30]
- 2022: La voz... México (als Coach)[31]

### Fernsehauftritte
- 2012: Phineas und Ferb (Episode 1×25)[32]
- 2015: Ven y Baila Quinceañera (1 Episode)[33]
- 2018: Internationales Songfestival von Viña del Mar (Juroren)[34]

## Touren

### Als Headliner
- 2004–2005: Ha*Ash Tour
- 2006–2007: Mundos opuestos Tour
- 2008–2009: Habitación Doble Tour
- 2011–2013: A Tiempo Tour
- 2015–2017: Primera Fila Hecho Realidad Tour[35]
- 2018–2022: Gira 100 años contigo[10]
- 2022–2024: Gira Mi salida contigo[21]
- 2024–2024: Gira Haashville[36]

### Als Supporting Act
- 2011: The Sun Comes Out World Tour (Shakira)[37]
- 2015: One World Tour (Ricky Martin)[38]
- 2021: Hecho en México Tour (Alejandro Fernández)[39]

## Diskografie

### Studioalben
| Jahr | Titel Musiklabel               | Höchstplatzierung, Gesamtwochen, AuszeichnungChartplatzierungen (Jahr, Titel, Musiklabel, Platzierungen, Wochen, Auszeichnungen, Anmerkungen) | Höchstplatzierung, Gesamtwochen, AuszeichnungChartplatzierungen (Jahr, Titel, Musiklabel, Platzierungen, Wochen, Auszeichnungen, Anmerkungen) | Anmerkungen                                                  |
| Jahr | Titel Musiklabel               | Latin | MX | Anmerkungen                                                  |
| ---- | ------------------------------ | --- | --- | ------------------------------------------------------------ |
| 2003 | Ha*Ash Columbia Records        | Latin19 (4 Wo.)Latin | MX— ×3DreifachgoldMX | Erstveröffentlichung: 11. Mai 2003 Verkäufe: + 350.000       |
| 2005 | Mundos Opuestos Sony BMG       | — | MX8 ×3Dreifachgold · (57 Wo.)MX | Erstveröffentlichung: 17. September 2005 Verkäufe: + 500.000 |
| 2008 | Habitación Doble Sony BMG      | Latin14 (2 Wo.)Latin | MX6 Gold · (23 Wo.)MX | Erstveröffentlichung: 1. August 2008                         |
| 2011 | A Tiempo Sony Music Latin      | — | MX4 ×3Dreifachplatin · (33 Wo.)MX | Erstveröffentlichung: 16. Mai 2011                           |
| 2017 | 30 de Febrero Sony Music Latin | Latin11 (1 Wo.)Latin | MX3 ×3Dreifachgold · (42 Wo.)MX | Erstveröffentlichung: 1. Dezember 2017                       |
| 2022 | Haashtag Sony Music Latin      | — | — | Erstveröffentlichung: 1. September 2022                      |

grau schraffiert: keine Chartdaten aus diesem Jahr verfügbar

### Livealben
| Jahr | Titel Musiklabel                              | Höchstplatzierung, Gesamtwochen, AuszeichnungChartplatzierungen (Jahr, Titel, Musiklabel, Platzierungen, Wochen, Auszeichnungen, Anmerkungen) | Höchstplatzierung, Gesamtwochen, AuszeichnungChartplatzierungen (Jahr, Titel, Musiklabel, Platzierungen, Wochen, Auszeichnungen, Anmerkungen) | Höchstplatzierung, Gesamtwochen, AuszeichnungChartplatzierungen (Jahr, Titel, Musiklabel, Platzierungen, Wochen, Auszeichnungen, Anmerkungen) | Anmerkungen                                                 |
| Jahr | Titel Musiklabel                              | Latin | MX | ES | Anmerkungen                                                 |
| ---- | --------------------------------------------- | --- | --- | --- | ----------------------------------------------------------- |
| 2014 | Primera fila: Hecho realidad Sony Music Latin | Latin16 (10 Wo.)Latin | MX1 ×2Diamant + Doppelplatin · (107 Wo.)MX | ES52 (7 Wo.)ES | Erstveröffentlichung: 11. November 2014 Verkäufe: + 600.000 |
| 2019 | En Vivo Sony Music Latin                      | — | MX5 (44 Wo.)MX | — | Erstveröffentlichung: 6. Dezember 2019                      |

### EPs
| Jahr | Titel Musiklabel                            | Anmerkungen                                                                                |
| ---- | ------------------------------------------- | ------------------------------------------------------------------------------------------ |
| 2018 | Spotify Singles Sony Music Latin            | Erstveröffentlichung: 3. Oktober 2018 Akustikalbum, das nur über Spotify vertrieben wurde. |
| 2021 | Lo Más Romántico de Ha*Ash Sony Music Latin | Erstveröffentlichung: 10. Februar 2021 Kompilation, das nur über Download und Streaming.   |

### Singles
| Jahr | Titel Album                        | Höchstplatzierung, Gesamtwochen, AuszeichnungChartsChartplatzierungen (Jahr, Titel, Album, Platzierungen, Wochen, Auszeichnungen, Anmerkungen) | Anmerkungen                              |
| Jahr | Titel Album                        | Latin | Anmerkungen                              |
| ---- | ---------------------------------- | --- | ---------------------------------------- |
| 2003 | Estés donde estés Ha*Ash           | Latin14 (14 Wo.)Latin | Erstveröffentlichung: 21. Juli 2003      |
| 2004 | Te quedaste Ha*Ash                 | Latin28 (7 Wo.)Latin | Erstveröffentlichung: 1. Februar 2004    |
| 2008 | No te quiero nada Habitación Doble | Latin14 (18 Wo.)Latin | Erstveröffentlichung: 8. Juli 2008       |
| 2014 | Perdón, perdón Primera Fila        | Latin36 (3 Wo.)Latin | Erstveröffentlichung: 22. September 2014 |
| 2015 | Lo aprendí de ti Primera Fila      | Latin32 (11 Wo.)Latin | Erstveröffentlichung: 6. März 2015       |

Weitere Singles
- 2003: Odio Amarte
- 2004: Soy mujer
- 2004: Si pruebas una vez
- 2005: Amor a medias
- 2005: Me entrego a ti
- 2006: ¿Qué hago yo?
- 2006: Tu mirada en mi
- 2008: Lo que yo sé de ti
- 2009: Tu y yo volvemos al amor
- 2011: Impermeable
- 2011: Te dejo en libertad
- 2012: Todo no fue suficiente
- 2012: ¿De dónde sacas eso?
- 2015: Ex de verdad
- 2015: No te quiero nada (feat. Axel)
- 2015: Dos copas de más
- 2016: Sé que te vas
- 2017: 100 años (feat. Prince Royce)
- 2018: No pasa nada
- 2018: Eso no va a suceder
- 2019: ¿Qué me faltó?
- 2019: Si tú no vuelves (feat. Miguel Bosé)
- 2022: Lo que un hombre debería saber
- 2022: Supongo que lo sabes (US: Gold (Latin))
- 2022: Mi salida contigo (feat. Kenia OS)
- 2023: Te acuerdas (feat. Reik)
- 2023: Todavía no (feat. Nanpa Básico)
- 2024: 1, 2, 3 segundos (feat. Adriel Favela)
- 2024: El cielo te mandó para mí

### Gastbeiträge
| Jahr | Titel Album                            | Höchstplatzierung, Gesamtwochen, AuszeichnungChartplatzierungen (Jahr, Titel, Album, Platzierungen, Wochen, Auszeichnungen, Anmerkungen) | Höchstplatzierung, Gesamtwochen, AuszeichnungChartplatzierungen (Jahr, Titel, Album, Platzierungen, Wochen, Auszeichnungen, Anmerkungen) | Anmerkungen                                             |
| Jahr | Titel Album                            | Latin | ES | Anmerkungen                                             |
| ---- | -------------------------------------- | --- | --- | ------------------------------------------------------- |
| 2017 | Destino o casualidad Quítate las gafas | Latin38 Gold · (3 Wo.)Latin | ES56 ×2Doppelplatin · (25 Wo.)ES | Erstveröffentlichung: 2. Juni 2017 Melendi feat. Ha*Ash |

Weitere Gastbeiträge
- 2013: Te voy a perder (mit Leonel García)
- 2016: Mi niña mujer (mit Los Ángeles Azules)
- 2020: Resistiré (Charity-Single; mit Artists for Mexiko)
- 2021: Fuiste mía (mit Mya)

### Promo-Singles
- 2003: I Want To Be A Cowboy’s Sweetheart (Original: Patsy Montana)
- 2005: Si tú quieres ser
- 2010: Latente
- 2016: Te dejo en libertad (feat. Maldita Nerea)
- 2020: Rosas en mi almohada (mit María José)
- 2021: The Unforgiven
- 2021: Vencer el pasado
- 2022: Mejor que te acostumbres
- 2022: Serías tú
- 2022: Si yo fuera tú

### Beiträge zu Kompilationen
- 2021: The Unforgiven auf The Metallica Blacklist

## Videoalben und Musikvideos

### Videoalben
| Jahr | Titel Musiklabel                              | Anmerkungen                                     |
| ---- | --------------------------------------------- | ----------------------------------------------- |
| 2004 | Ha*Ash Columbia Records                       | Erstveröffentlichung: 24. Juli 2004, MX: Platin |
| 2011 | A Tiempo Sony Music Latin                     | Erstveröffentlichung: 11. Mai 2011              |
| 2014 | Primera Fila: Hecho Realidad Sony Music Latin | Erstveröffentlichung: 11. November 2014         |
| 2019 | En Vivo Sony Music Latin                      | Erstveröffentlichung: 6. Dezember 2019          |

### Musikvideos
| Jahr | Titel                          | Regisseur(e)       |
| ---- | ------------------------------ | ------------------ |
| 2003 | Odio amarte                    |                    |
| 2003 | Estés donde estés              |                    |
| 2004 | Te quedaste                    |                    |
| 2005 | Amor a medias                  | Gustavo Garzón     |
| 2005 | Me entrego a ti                | David Ruiz         |
| 2006 | ¿Qué hago yo?                  | Leo Sánchez        |
| 2006 | Tu mirada en mi                | David Ruiz         |
| 2008 | No te quiero nada              |                    |
| 2008 | Lo que yo sé de ti             | Pablo Davila       |
| 2011 | Impermeable                    | Fausto Terán       |
| 2011 | Te dejo en libertad            |                    |
| 2012 | Todo no fue suficiente         |                    |
| 2012 | De dónde sacas eso             |                    |
| 2014 | Perdón, perdón                 | Nahuel Lerena      |
| 2015 | Lo aprendí de ti               | Nahuel Lerena      |
| 2015 | Ex de verdad                   | Nahuel Lerena      |
| 2015 | No te quiero nada              | Nahuel Lerena      |
| 2015 | Dos copas de más               | Nahuel Lerena      |
| 2016 | Sé que te vas                  | Nahuel Lerena      |
| 2017 | 100 años                       | Pablo Croce        |
| 2018 | No pasa nada                   | Pablo Croce        |
| 2018 | Eso no va a suceder            | Emiliano Castro    |
| 2019 | ¿Qué me faltó?                 | Toño Tzinzune      |
| 2019 | Si tú no vuelves               | Gonzalo Ferrari    |
| 2021 | Vencer el pasado               | Dubraska Arias     |
| 2022 | Lo que un hombre debería saber | Pablo Croce        |
| 2022 | Mejor que te acostumbres       | Pablo Croce        |
| 2022 | Serías tú                      | Andrés Ibañez Díaz |
| 2022 | Supongo que lo sabes           | Pablo Croce        |
| 2022 | Si yo fuera tú                 | Nuno Gomes         |
| 2022 | Mi salida contigo              |                    |
| 2022 | Tenían razón                   | Pablo Croce        |
| 2023 | Te acuerdas                    | Nuno Gomes         |
| 2023 | Yo nunca nunca (remix)         | Nuno Gomes         |
| 2023 | Todavía no                     | Nuno Gomes         |
| 2024 | 1, 2, 3 segundos               | Nuno Gomes         |
| 2024 | El cielo te mandó para mí      | Nuno Gomes         |

## Auszeichnungen für Musikverkäufe
| Goldene Schallplatte - Argentinien - 2014: für das Album Primera Fila: Hecho Realidad - Chile - 2014: für das Album Primera Fila: Hecho Realidad - Mexiko - 2012: für die Single Impermeable - 2014: für die Single ¿De dónde sacas eso? - 2017: für die Single Dos copas de más - 2017: für die Single Sé que te vas - 2023: für die Single Ex de verdad - 2023: für die Single Si tú no vuelves - 2023: für die Single Lo que un hombre debería saber - 2025: für das Lied He venido a pedirte perdón Platin-Schallplatte - Kolumbien - 2014: für das Album Primera Fila: Hecho Realidad - Mexiko - 2007: für den Mastertone ¿Qué hago yo? - 2018: für die Single Destino o casualidad - 2021: für das Lied Ojalá - 2023: für die Single No te quiero nada - 2023: für die Single Supongo que lo sabes 3× Goldene Schallplatte - Mexiko - 2013: für die Single Te dejo en libertad - 2022: für die Single Eso no va a suceder - 2022: für das Lied 30 de Febrero - 2024: für die Single Mi salida contigo | 2× Platin-Schallplatte - Mexiko - 2023: für die Single ¿Qué me faltó? - Peru - 2018: für das Album Primera Fila: Hecho Realidad - 2018: für die Single 100 Años 5× Goldene Schallplatte - Mexiko - 2023: für die Single Perdón, perdón 3× Platin-Schallplatte - Mexiko - 2023: für die Single Lo aprendí de ti 4× Platin-Schallplatte - Mexiko - 2023: für die Single 100 años 9× Goldene Schallplatte - Mexiko - 2023: für die Single No pasa nada Diamantene Schallplatte - Mexiko - 2023: für die Single Ex de verdad - 2023: für die Single Lo aprendí de ti - 2023: für die Single Perdón, perdón |

Anmerkung: Auszeichnungen in Ländern aus den Charttabellen bzw. Chartboxen sind in ebendiesen zu finden.
| Land/RegionAuszeichnungen für Musikverkäufe (Land/Region, Auszeichnungen, Verkäufe, Quellen) | Gold       | Platin       | Diamant     | Verkäufe  | Quellen             |
| -------------------------------------------------------------------------------------------- | ---------- | ------------ | ----------- | --------- | ------------------- |
| Argentinien (CAPIF)                                                                          | Gold1      | —            | —           | 20.000    | Einzelnachweise     |
| Chile (IFPI)                                                                                 | Gold1      | —            | —           | 5.000     | Einzelnachweise     |
| Kolumbien (ASINCOL)                                                                          | —          | Platin1      | —           | 10.000    | Einzelnachweise     |
| Mexiko (AMPROFON)                                                                            | 18× Gold18 | 34× Platin34 | 4× Diamant4 | 4.125.000 | amprofon.com.mx     |
| Peru (UNIMPRO)                                                                               | —          | 4× Platin4   | —           | 24.000    | Einzelnachweise     |
| Spanien (Promusicae)                                                                         | —          | 2× Platin2   | —           | 120.000   | elportaldemusica.es |
| Vereinigte Staaten (RIAA)                                                                    | Gold1      | —            | —           | 30.000    | riaa.com            |
| Insgesamt                                                                                    | 21× Gold21 | 41× Platin41 | 4× Diamant4 |           |                     |